# Carpineto Romano
Pour les articles homonymes, voir Carpineto (homonymie).
Carpineto Romano est une commune de la ville métropolitaine de Rome Capitale dans le Latium en Italie.

## Culture
Le tableau Saint François en méditation de Caravaggio est retrouvé par la chercheuse Maria Vittoria Brugnoli en 1968 dans l'église San Pietro de Carpineto Romano, avant de rentrer dans les collections nationales de l'Italie.

## Personnalités
- Le village est lieu de naissance du cardinal jésuite Giuseppe Pecci (1807-1890) et de son frère cadet Vincenzo Gioacchino (le pape Léon XIII). En 1966, à l’occasion du 75e anniversaire de l'encyclique Rerum Novarum, le pape Paul VI visita la maison natale des Pecci.
- Renzo Carella, homme politique italien.

## Administration
| Période                                  | Période  | Identité         | Étiquette    | Qualité |
| ---------------------------------------- | -------- | ---------------- | ------------ | ------- |
| 14 juin 2004                             | En cours | Emilio Cacciotti | Lista Civica |         |
| Les données manquantes sont à compléter. |          |                  |              |         |

### Communes limitrophes
Bassiano, Gorga, Maenza, Montelanico, Norma, Roccagorga, Sezze, Supino

### Évolution démographique
Habitants recensés